# یواس‌اس سیراون (اس‌اس-۱۹۶)
یواس‌اس سیراون (اس‌اس-۱۹۶) (به انگلیسی: USS Searaven (SS-196)) یک زیردریایی بود که طول آن ۳۱۰ فوت ۶ اینچ (۹۴٫۶۴ متر) بود. این زیردریایی در سال ۱۹۳۹ ساخته شد.